# Gianni Vets
Gianni Vets (25 maart 1994) is een Belgisch voetballer. Hij speelt als middenvelder bij KVC Lille United. In 2014 speelde Vets twee wedstrijden in de Jupiler Pro League, voor K Lierse SK.

## Carrière

### Jeugd
Vets begon in 1999 met voetballen bij het lokale Excelsior Bouwel. Al na één jaar verliet hij deze club echter om in de jeugdopleiding van het grote K Lierse SK te gaan spelen. In de winter van 2013 maakte Vets de overstap naar de A-kern van de Pallieters.

### Lierse
Op 12 april 2014 maakte Vets zijn debuut voor Lierse, in Play-Off II van de Jupiler Pro League. Op bezoek bij Oostende mocht Vets in minuut 75 Souleymane Baba Diomandé komen vervangen. De wedstrijd, die werd gefloten door Erik Lambrechts, werd met 2-0 verloren, na twee doelpunten van Laurent Depoitre. Op 26 april 2014 mocht Vets nogmaals invallen, in de met 4-2 gewonnen wedstrijd tegen Waasland-Beveren. Hij mocht toen in minuut 91 de plaats innemen van Enar Jääger. Na deze twee invalbeurten kwam Vets niet meer in actie voor Lierse.

### Heist
In de zomer van 2015 verliet Vets Lierse en trok hij richting tweedeklasser KSK Heist. In Heist-op-den-Berg kwam hij in de eerste seizoenshelft tot acht basisplaatsen en zes invalbeurten.

### Hoogstraten
In de winterstop van het seizoen 2015/16 werd Vets door Heist verhuurd aan Hoogstraten VV, dat op dat moment uitkwam in Derde klasse. Hij tekende toen ook al een overeenkomst bij Hoogstraten voor het daaropvolgende seizoen 2016/17. In anderhalf jaar tijd speelde Vets 39 wedstrijden in rood-witte loondienst, waarin hij vijf keer kon scoren. 

### Zwarte Leeuw
Ondanks dat Vets bij Hoogstraten veel speelde en ook enkele keren tot scoren kwam, moest hij de club toch verlaten in de zomer van 2017. Hij koos voor een transfer naar de buren uit Rijkevorsel: KFC Zwarte Leeuw. De club speelde op dat op dat moment op hetzelfde niveau als Hoogstraten: de Tweede klasse Amateurs. In Rijkevorsel werd Vets al snel basisspeler, hij won er in zijn tweede seizoen de Gouden Schoen en werd er ook aanvoerder.  

### Lyra-Lierse
Ondanks dat Vets in januari 2019 zijn contract in Rijkevorsel had verlengd, nam Lyra-Lierse toch contact op met Zwarte Leeuw en Vets om een mogelijke transfer naar Lier te bespreken. De Leeuwen besloten om Vets niets in de weg te leggen en werkten mee om alsnog een overgang te bewerkstelligen. Ook in Lier werd Vets al snel basisspeler, hij droeg er het rugnummer 8. Met Lyra-Lierse bewerkstelligde Vets in 2024 mee de promotie naar Eerste nationale. Na één jaar in de hoogste afdeling van het Vlaamse voetbal, verliet Vets Lier om bij Lille te gaan voetballen, in de Derde afdeling. 

## Statistieken
| Seizoen | Club             | Land   | Competitie         | Competitie | Competitie | Beker van België | Beker van België | Totaal | Totaal |
| Seizoen | Club             | Land   | Competitie         | Wed.       | Dlp.       | Wed.             | Dlp.             | Wed.   | Dlp.   |
| ------- | ---------------- | ------ | ------------------ | ---------- | ---------- | ---------------- | ---------------- | ------ | ------ |
| 2013/14 | K Lierse SK      | België | Jupiler Pro League | 2          | 0          | 0                | 0                | 2      | 0      |
| 2014/15 | K Lierse SK      | België | Jupiler Pro League | 0          | 0          | 0                | 0                | 0      | 0      |
| 2015/16 | KSK Heist        | België | Proximus League    | 14         | 0          | 1                | 0                | 15     | 0      |
| 2015/16 | Hoogstraten VV   | België | Derde klasse       | 9          | 0          | 0                | 0                | 9      | 0      |
| 2016/17 | Hoogstraten VV   | België | Tweede klasse Am.  | 28         | 5          | 2                | 0                | 30     | 5      |
| 2017/18 | KFC Zwarte Leeuw | België | Tweede klasse Am.  | 30         | 2          | 1                | 1                | 31     | 3      |
| 2018/19 | KFC Zwarte Leeuw | België | Derde klasse Am.   | 27         | 5          | 1                | 1                | 28     | 6      |
| 2019/20 | KFC Zwarte Leeuw | België | Derde klasse Am.   | 20         | 11         | 0                | 0                | 20     | 11     |
| 2020/21 | K Lyra-Lierse    | België | Tweede afdeling    | 4          | 0          | 2                | 0                | 6      | 0      |
| 2021/22 | K Lyra-Lierse    | België | Tweede afdeling    | 35         | 1          | 4                | 0                | 39     | 1      |
| 2022/23 | K Lyra-Lierse    | België | Tweede afdeling    | 33         | 2          | 3                | 0                | 36     | 2      |
| 2023/24 | K Lyra-Lierse    | België | Tweede afdeling    | 31         | 5          | 0                | 0                | 31     | 5      |
| 2024/25 | K Lyra-Lierse    | België | Eerste nationale   | 29         | 2          | 3                | 0                | 32     | 2      |
| 2025/26 | KVC Lille United | België | Derde afdeling     |            |            |                  |                  |        |        |
| Totaal  | Totaal           | Totaal | Totaal             | 262        | 31         | 17               | 2                | 276    | 35     |

## Familie
Gianni Vets is de zoon van Paul Vets, huidig assistent-trainer bij K Lyra-Lierse. Paul Vets was in het verleden interim-hoofdtrainer bij de club en was als T1 ook actief bij zowel de A- als de B-ploeg van KFC De Kempen. Voor zijn activiteiten in het volwassenenvoetbal was hij jarenlang jeugdtrainer en coördinator bij de jeugd van Lierse. Gianni heeft ook een broer, Griffin, die tevens actief is als amateurvoetballer.